# 夏倪
夏倪（?—1127年），字均父，蘄州（今湖北蘄春東北）人。夏竦孫。
徽宗宣和元年（1119年）以事自府曹降爲祁陽監酒。嘗以“天寒霜露繁，遊子有所之”十字為韻作十首詩，江西詩派人物，為呂本中《宗派圖》成員之一。卒於建炎元年，著作已散佚。 